# جنگ زیردریایی
جنگ زیردریایی (انگلیسی: Submarine warfare) یکی از چهار بخش جنگ زیرآبی است، بخش‌های دیگر عبارتند از جنگ ضدزیردریایی، جنگ مین و اقدامات متقابل با مین.
جنگ زیرآبی عمدتاً شامل زیردریایی هسته‌ای و دیزلی است که از اژدر، موشک یا سلاح هسته‌ای و همچنین تجهیزات حسگر پیشرفته برای حمله به سایر زیردریایی‌ها، کشتی‌ها یا اهداف زمینی استفاده می‌کنند. زیردریایی‌ها همچنین ممکن است برای شناسایی و فرود نیروهای ویژه و همچنین بازدارندگی استفاده شوند. در برخی از نیروهای دریایی، این زیردریایی‌ها ممکن است برای غربالگری نیروهای ویژه استفاده شوند. اثربخشی جنگ زیرآبی تا حدودی به جنگ ضد زیردریایی که در پاسخ انجام می‌شود بستگی دارد.
اولین حمله توسط یک زیردریایی در ۸ سپتامبر ۱۷۷۶ توسط زیردریایی آمریکایی لاک‌پشت در حمله‌ای ناموفق به کشتی جنگی بریتانیایی ایگل رخ داد. نخستین بار جنگ زیردریایی‌ها در طول جنگ داخلی آمریکا آغاز شد.